# 新田京助
新田 京助（にった きょうすけ、11月13日 - ）は、日本の男性声優。京都府出身。B-Box所属。旧芸名は「新田 大地」。

## 来歴
B-Box養成所 VAEL（ヴァエル）出身。

## 人物
趣味はバレーボール。

## 出演

### テレビアニメ
2017年
- メイドインアビス（2017年 - 2022年、探窟家、人々） - 2シリーズ

2018年
- ひそねとまそたん（観測員B）
- BANANA FISH（手下、囚人、仲間、アダム、警備員）
- つくもがみ貸します（友人、つくもがみ、源さん、老婆、番頭 他）
- 色づく世界の明日から（クラスメイト）
- CONCEPTION（男たち）

2019年
- ブギーポップは笑わない（イベントスタッフ）
- 私、能力は平均値でって言ったよね!（アデル義母）
- 戦×恋（おばあさん）

2020年
- 文豪とアルケミスト 〜審判ノ歯車〜

2021年
- 五等分の花嫁∬（おばさん）
- マジカパーティ（おばさん）
- 白い砂のアクアトープ（営業部スタッフ、スタッフ、招待客）

2022年
- 骸骨騎士様、只今異世界へお出掛け中（傭兵、エルフ狩り、襲撃者、兵士）
- おにぱん!（ポッチャリ、ジーンズ、黒田官兵衛、武田信玄、ライブ会場観客 他）
- シュート!Goal to the Future（黒川・母、下田タケシ）
- 継母の連れ子が元カノだった（祁󠄁答院）

2023年
- スキップとローファー（渡辺、真壁、男子生徒）
- 王様ランキング 勇気の宝箱（祖母、山賊）

2024年
- 異世界でもふもふなでなでするためにがんばってます。（近衛騎士、賢の氏長）
- 薬屋のひとりごと（官たち）
- メタリックルージュ（監視スタッフ2）
- 魔王の俺が奴隷エルフを嫁にしたんだが、どう愛でればいい?（酒場客、魔術師）
- 烏は主を選ばない（和麿）

2025年
- 青の祓魔師 終夜篇
- 機動戦士Gundam GQuuuuuuX
- ブサメンガチファイター（ゴブリン）
- 出禁のモグラ（ストーカー霊）
- ぷにるはかわいいスライム（御安）
- ホテル・インヒューマンズ（シェフ）

### 劇場アニメ
- 天気の子（2019年）
- 映画 トロピカル〜ジュ!プリキュア 雪のプリンセスと奇跡の指輪!（2021年）[2][14]
- すずめの戸締まり（2022年）

### Webアニメ
- Shenmue the Animation（2022年、香港茶楼の店主）

### ゲーム
- ファイトリーグ（2020年、ドッグベンダー ニック・ホット）

### ドラマCD
- 薬屋のひとりごと（2021年、水蓮[15]、紅娘[15]） - 小説11巻ドラマCD付き限定版

### 吹き替え
- Call Star -ボクは本当にダメな星?-（作業員3、おばあさん、老婆、エアバルーン）

### シリーズ一覧
1. ↑  第1期（2017年）、第2期『烈日の黄金郷』（2022年）